# Zaoleszenka
Zaoleszenka (ros. Заолешенка) – słoboda w zachodniej Rosji, centrum administracyjne sielsowietu zaoleszeńskiego w rejonie sudżańskim obwodu kurskiego.

## Geografia
Miejscowość położona jest nad rzekami Olesznia i Sudża, 1,5 km od centrum administracyjnego rejonu (Sudża), 88 km od Kurska.

## Demografia
W 2010 r. miejscowość zamieszkiwało 2679 osób.